# Județ de Hunedoara
Hunedoara (en hongrois Hunyad) est un județ de Roumanie en Transylvanie. Son chef-lieu est Deva.
Le județ de Hunedoara se trouve au sud-ouest de la Transylvanie. Il s'étend sur 7 016 km2 ce qui représente 2,9 % de la superficie de la Roumanie. La forme prédominante de relief est montagneuse et dans le massive Retezat on a la chance de voir de nombreux lacs glaciaires, et de mieux comprendre la faune.
Il fait partie de l'Eurorégion Danube-Criș-Mureș-Tisa.

## Liste des municipalités, villes et communes

### Municipalités
(population en 2007)
- Deva (67 508)
- Hunedoara (71 207)
- Petroșani (43 948)
- Orăștie (21 794)
- Brad (16 122)
- Vulcan (29 108)
- Lupeni (29 656)

### Villes
(population en 2007)
- Aninoasa (4 840)
- Călan (12 938)
- Geoagiu (5 725)
- Hațeg (11 056)
- Petrila (25 361)
- Simeria (13 719)
- Uricani (9 750)

### Communes
- Vața de Jos (3 965)

## Historique
Apparu en 1265 sous le nom de Hungnorod dans le catalogue fiscal ecclésiastique Quietus redditus, le comitat transylvain de Hunedoara disparaît en 1711 lors de l'établissement des nouveaux Bezirke par l'empereur Charles III d'Autriche, puis est rétabli, mais avec des limites légèrement modifiées, après le Compromis austro-hongrois de 1867 qui supprime la principauté de Transylvanie. Il avait une superficie de 7 809 km2 pour une population de 350 135 habitants en 1910, Roumains à 76 %. En décembre 1918, le comitat devient un județ du royaume de Roumanie, ce qui est officialisé par le traité de Trianon en 1920. Sous la République populaire roumaine il devient une région agrandie en 1952 avant d'être rétabli dans ses limites actuelles en 1968 sous la république socialiste de Roumanie. Avec la chute de la dictature en 1989 il retrouve un conseil général (consiliul județean) et un président démocratiquement élus, en plus du préfet nommé par le gouvernement.

## Géographie
Avec ses 7 063 km2, le județ de Hunedoara est le neuvième plus grand județ de Roumanie et représente 3 % du territoire. Il s'étend dans les Monts Retezat, dans les Carpates du sud, le long de la vallée du Mureș et de son affluent la Strei, dans l'ouest de la Roumanie et le sud-ouest de la Transylvanie. Le județ est situé à cheval sur les Carpates occidentales roumaines dans sa partie nord et les Carpates méridionales au sud.
Il est entouré des județe d'Alba à l'est, de Vâlcea au sud-est, de Gorj au sud, de Caraș-Severin au sud-ouest, de Timiș à l'ouest et d'Arad au nord.

## Politique
| Parti | Parti | Sièges |
| ----- | --- | ------ |
|       | Parti social-démocrate (PSD)                                                                                         | 17     |
|       | Parti national libéral-Union démocrate magyare de Roumanie-Parti national paysan chrétien-démocrate (PNL-UDMR-PNȚCD) | 7      |
|       | Pro Romania (PRO) | 4      |
|       | Union sauvez la Roumanie (USR)                                                                                       | 2      |
|       | Parti Mouvement populaire (PMP)                                                                                      | 2      |

## Démographie
| 1930    | 1956    | 1966    | 1977    | 1992    | 2002    | 2011    |
| ------- | ------- | ------- | ------- | ------- | ------- | ------- |
| 319 229 | 381 902 | 474 602 | 514 436 | 547 950 | 485 712 | 418 565 |

## Tourisme
- Liste des châteaux du județ de Hunedoara
- Château de Hunedoara
- Pays des Moți
- région de Hațeg
- Parc national Retezat